# Pisanje
Pisanje je ljudska djelatnost kojom se na nečemu ostavlja trag u vidu simbola (slova, tj. grafema) iz skupa unaprijed utvrđenih znakova (pisma).
Za pisanje je potrebno ispuniti četiri zahtjeva: poznavanje jezika na kojemu se piše, poznavanje gramatike, pravopisa i slova.
Ostavljeni trag naziva se tekst, spis ili zapis.
Svaki čovjek ima vlastiti način pisanja, rukopis, po kojemu se nedvojbeno može ustanoviti autorstvo napisanog. Ta osobnost koristi se i za potpis.
Pisanje je i misaoni proces stvaranja sadržaja zapisa.

## Vrste pisama
- latinica
- glagoljica
- hrvatska ćirilica ili bosančica, poljičica
- ćirilica
- arabica
- hebrejsko pismo
- grčko pismo
- arapsko pismo
- hargeul
- devanagari
- syllbary
- kinesko pismo